# IV Италийский легион
IV Италийский легион (лат. Legio IV Italica) — один из легионов поздней Римской империи.
Данное подразделение было сформировано по приказу императора Александра Севера в 231 году в Северной Италии для кампании против Сасанидов. Его первый военный трибун Гай Юлий Вер Максимин, будущий император Максимин I Фракиец, лично занимался боевой подготовкой новобранцев.
Легион поддержал Максимина при захвате императорской власти в 235 году. Между 235 и 238 годом Максимин вербовал в легион молодежь Аквилеи и Торвискозы. Подразделение, вероятно, принимало участие в кампании Максимина против алеманнов и других варварских племен, живших за Дунаем. Оно, по всей видимости, входило в состав армии, развернутой императором в 238 году в Аквилеи. Гордиан III перевел IV Италийский легион в Месопотамию, передав его под начальство наместника Серапаммона. При Диоклетиане легион был переведен из разряда лимитанов в псевдокомитаты.
Согласно Notitia Dignitatum, около 400 года IV Италийский легион находился под руководством военного магистра Востока.